# Bogumiła Umińska
Bogumiła Umińska (ur. 26 maja 1961 w Grudusku) – polska regionalistka, historyk, muzealnik, dr nauk humanistycznych w zakresie historii.

## Życiorys
Absolwentka LO im. Krasińskiego w Ciechanowie, Wydziału Rolniczego Akademii Rolniczo-Technicznej w Olsztynie, Wydziału Historycznego Wyższej Szkoły Humanistycznej w Pułtusku i Podyplomowego Studium Muzeologicznego w Instytucie Etnologii i Antropologii Kulturowej Uniwersytetu Jagiellońskiego w Krakowie. Od 1984 pracuje w Muzeum Szlachty Mazowieckiej w Ciechanowie, jest kierownikiem działu historycznego tej placówki, kustoszem dyplomowanym. W marcu 2015 obroniła w AH w Pułtusku pracę doktorską pt. Aktywność gospodarcza i społeczna ziemiaństwa guberni płockiej w latach 1865–1914 (promotor: prof. dr hab. Janusz Szczepański). Laureatka nagrody Liber Mazovia 2020 za publikację Aktywność społeczno-gospodarcza ziemian guberni płockiej w latach 1865–1914.
Autorka wielu wystaw, informatorów o nich oraz publikacji dotyczących północnego Mazowsza w XIX i XX wieku, ruchu niepodległościowego i mazowieckiego ziemiaństwa. Inicjatorka cyklu konferencji naukowych Ziemianie Mazowsza i redaktorka wydawnictw z nimi związanych. Członkini Zarządu Towarzystwa Miłośników Ziemi Ciechanowskiej, sekretarz Stowarzyszenia Academia Europaea Sarbieviana, członkini Komisji Rewizyjnej Oddziału Północno-Mazowieckiego Polskiego Towarzystwa Ludoznawczego.

## Odznaczenia, wyróżnienia, nagrody
- "Liber Masovia" za najlepszą regionalną książkę 2019-2020 (Aktywność gospodarcza i społeczna ziemiaństwa guberni płockiej w latach 1865–1914)[5]
- Nagroda im. dr. Franciszka Rajkowskiego i tytuł Ciechanowianina Roku 2023[6]

## Ważniejsze publikacje

### Publikacje zwarte
- Polska Organizacja Wojskowa w Obwodzie Ciechanowskim, Ciechanów 2001;
- Aktywność kulturalno-oświatowa mazowieckich ziemian w XIX i XX wieku. „Ciechanowskie Studia Muzealne”, t. 5 (red.), Ciechanów 2007;
- W kręgu mazowieckich ziemian przełomu XIX i XX wieku, Ciechanów 2008;
- Karty z dziejów Ciechanowa 1939–1945, Ciechanów 2009;
- Ziemianie Mazowsza. Spuścizna duchowa i materialna mazowieckich ziemian XVIII–XIX wieku, Ciechanów 2011 (red.);
- Ziemianie Mazowsza. Działalność społeczno-gospodarcza mazowieckich ziemian w okresie od XVII do XX wieku, Ciechanów 2014 (red.);
- Niechaj Polska zna jakich synów ma. W 150. rocznicę Powstania Styczniowego na północnym Mazowszu, Ciechanów 2015;
- Ziemianie mazowieccy wobec obronności Ojczyzny. Od konfederacji barskiej po II wojnę światową, red. nauk. B. Umińska, J. Kita, Ciechanów-Łódź 2015 (red.);
- Prezydentowi Prof. Ignacemu Mościckiemu – w 150 rocznicę urodzin, Ciechanów 2018 (red.)[7];
- Aktywność gospodarcza i społeczna ziemiaństwa guberni płockiej w latach 1865–1914, Ciechanów 2019.

### Informatory i katalogi wystaw
- 11 Pułk Ułanów Legionowych im. Marszałka Edwarda Rydza-Śmigłego (katalog wystawy, oprac. z L. Nowalińskim i J. Wałaszykiem), Ciechanów 1995;
- Ciechanów na przełomie XIX i XX wieku. Katalog wystawy (oprac. z L. Nowalińskim i J. Wałaszykiem), Ciechanów 1999;
- Gloria victis. W 140. rocznicę powstania styczniowego. Katalog wystawy (red. H. Długoszewska-Nadratowska, A. Stawarz, S. Kalembka; oprac. z H. Wiórkiewicz i J. Wałaszykiem), Ciechanów–Warszawa 2003;
- Monte Cassino 1944-2004. Wystawa 10 maja–30 września 2004 r. (informator), Ciechanów 2004;
- Zamek Książąt Mazowieckich w Ciechanowie (informator, wersja obcojęzyczna), Ciechanów 2005;
- Józef Unierzyski (ok. 1861-1948) malarz akademicki, uczeń i zięć Jana Matejki, rodem z mazowieckiej szlachty (red.), Ciechanów 2023.

### Wybrane artykuły
- Choromańscy h. Lubicz z Ziemi Ciechanowskiej, [w:] Rola szlachty mazowieckiej w kształtowaniu polskiego krajobrazu kulturowego, Ciechanów 2000;
- Ziemianie powiatów ciechanowskiego, mławskiego i przasnyskiego w organizacjach bankowych i handlowych w latach 1888–1914, „Studia Mazowieckie”, Rok I/VII/Nr 1, Pułtusk–Ciechanów 2005;
- Z działalności kulturalno-oświatowej mazowieckich ziemian na przełomie XIX i XX wieku, [w:] Aktywność kulturalno-oświatowa mazowieckich ziemian w XIX i XX wieku, Ciechanów 2007;
- Rola ziemian północnego Mazowsza w administracji i sądownictwie gminnym w latach 1864–1914, [w:] Dwór a społeczności lokalne na ziemiach polskich w XIX i XX wieku, Kielce 2008;
- Bogusław Zakrzewski, anglista, sinolog, tłumacz, b. ambasador RP w Tajlandii, Portugalii, Brazylii, „Ziemia Zawkrzeńska”, t. 13 (Mława) 2009;
- Z działalności oświatowej mazowieckiej szlachty po 1864 r., [w:] Znaczenie edukacyjne kultury drobnoszlacheckiej, "Mazowieckie Zeszyty Naukowe" nr 2, Ciechanów 2009, s. 149-168;
- Tu także inni godni naszej pamięci...”. Sławne postacie z zamkowych komnat i obrazów: Maciej Kazimierz Sarbiewski Spotkanie naukowe, Warszawa, Zamek Królewski, 17 października 2009 r., „Barok”, 2010, nr XVII/1(33);
- Władysław Dębski (1829–1899) herbu Prawdzic – właściciel ziemski z Krzywonosi w pow. mławskim – zapomniany korespondent prasowy, [w:] Ziemianie Mazowsza. Spuścizna duchowa i materialna mazowieckich ziemian XVIII–XX wieku, Ciechanów 2011;
- Z działalności oświatowej mazowieckiej szlachty po 1864 r., [w:] Znaczenie edukacyjne kultury drobnoszlacheckiej, „Mazowieckie Zeszyty Naukowe”, Nr 2, Ciechanów 2012;
- Maria Żelechowska-Wyrzykowska (1916–2003). Łączniczka, a następnie szef łączności i kolportażu Komendy Głównej BCh, ps. „Marysiątko”, więźniarka Pawiaka, prawy człowiek, „Rocznik Historyczny”, Nr 30 Muzeum Polskiego Ruchu Ludowego, Warszawa 2014;
- Prof. Stanisław Chaniewski – naukowiec, społecznik i rolnik z Mazowsza, [w:] Ziemianie Mazowsza. Działalność społeczno-gospodarcza mazowieckich ziemian w okresie od XVIII do XX wieku, Ciechanów 2014;
- Z wyrazami wdzięczności…, [w:] Człowiek i Historia. Rzecz o Jerzym Kłoczowskim. Profesorowi w 90. Rocznicę Urodzin Przyjaciele, Współpracownicy i Uczniowie, Lublin 2014;
- Ślady Macieja Kazimierza Sarbiewskiego w wybranych muzeach polskich, [w:] Maciej Kazimierz Sarbiewski SJ i jego twórczość. Studia i materiały, red. naukowa J. Lichański, T. Kaczorowska, Pułtusk-Sarbiewo 2015;
- Seweryn i Bruno Ciemniewscy – właściciele Gołotczyzny k. Ciechanowa wśród ziemian zasłużonych dla Powstania Styczniowego w: Ziemianie mazowieccy wobec obronności Ojczyzny. Od konfederacji barskiej po II wojnę światową, red. nauk. B. Umińska, J. Kita, Ciechanów-Łódź  2015, s. 93-105;
- Z kart Ciechanowa 1864-1914, [w:] Ciechanów. Szkice z historii miasta, red. A. K. Sobczak, Ciechanów 2016, s. 113-134;
- Stanisław Chełchowski - działacz społeczno-gospodarczy Królestwa Polskiego i krzewiciel wiedzy, [w:] Stanisław Chełchowski - ziemianin, badacz, publicysta, "Ciechanowskie Zeszyty Literackie" nr 18, Ciechanów 2016, s. 38-51;
- Michalina Mościcka – żona Prezydenta RP, działaczka społeczna i niepodległościowa, [w:] Prezydentowi Prof. Ignacemu Mościckiemu – w 150 rocznicę urodzin, red. B. Umińska, Ciechanów 2018, s. 281–308;
- Julia Kratowska (1870–1947) – działaczka niepodległościowa, oświatowa i polityczna, senator RP, „Studia Mazowieckie” Tom 17 Nr 1 (2022), s. 175-197;
- Adam Dunin Mieczyński (1828-1892) – polski agronom, publicysta i działacz rolniczy w: SAPERE AUSO. Księga jubileuszowa Profesora Janusza Szczepańskiego pod red. J. Załęczny i M. Milewskiej, Pułtusk 2022, s.103-122.
- Wybrane dzieła Józefa Unierzyskiego w kościołach i kaplicach, [w:] Józef Unierzyski (ok. 1861-1948) malarz akademicki, uczeń i zięć Jana Matejki, rodem z mazowieckiej szlachty, Ciechanów 2023, s. 81-88.